# Absolutamente (canción)
«Absolutamente» es una canción interpretada por el grupo español Fangoria, incluida en su sexto álbum de estudio homónimo, y en la reedición Completamente de 2009. Fue compuesta por Alaska, Nacho Canut, Pablo Sycet, Fernando Delgado y Mauro Canut, mientras que la producción corrió a cargo de Neal X y Tony James, integrantes del grupo Sigue Sigue Sputnik. La compañía discográfica Warner Music Spain publicó «Absolutamente» en el mundo el 13 de noviembre de 2009 como el tercer y último sencillo del disco, y primero y único de la reedición, a través de descarga digital. «Absolutamente» es una canción perteneciente al género dance-rock, con influencias del electropop. La letra refleja una profunda sensación de desesperanza, cinismo y rechazo hacia una situación o una persona.
El vídeo musical que acompañó a la canción fue protagonizado junto a la actriz Sara Montiel y dirigido por Juan Gatti, quien históricamente ha colaborado con el grupo.

## Video musical
Dado que existen dos interpretaciones de la canción (la primera de Fangoria y otra de Fangoria con Sara Montiel) también se grabaron dos vídeos musicales. El primero se rodó de manera muy sencilla en las escaleras de un local nocturno, mientras que el segundo es más sofisticado y narrativo.
En él, Alaska y Sara Montiel acuden enlutadas al velatorio de Nacho Canut, como si fuesen dos novias o viudas del mismo hombre. El vídeo alterna planos de ellas enfrentadas con otros donde bailan vestidas de manera más vistosa, flanqueadas por dos hombres musculados que hacen poses de fisicoculturismo. Como detalle singular, hay que destacar que estos figurantes están totalmente desnudos ya que el tanga negro que parecen vestir no es tal, y realmente está pintado sobre su cuerpo. Por lo tanto, sería el primer caso de desnudo integral que se conoce en un video musical de difusión masiva.

## Incluido en
A continuación se muestran los álbumes y formatos oficiales en los que "Absolutamente" ha sido incluida.
- 2009, CD Absolutamente - (Warner Music)
- 2009, LP Absolutamente - (Warner Music)
- 2009, CD/DVD Completamente (CD 1, versión álbum; CD2, "Absolutamente Saritísima"; DVD, Videoclip y Versión grabada en directo en el FIB 2009) - (DRO)
- 2010, CD El paso trascendental del vodevil a la astracanada (CD 2, Vodevil) - (Warner Bros. Records)
- 2010, CD/DVD El paso trascendental del vodevil a la astracanada, Edición de Lujo 3 CD y DVD (CD 2, Vodevil; DVD, Videoclip) - (Warner Bros. Records)
- 2011, CD/DVD Operación Vodevil (Versión grabada en directo) - (Warner Bros. Records)

## Versiones oficiales
A continuación se enlistan las versiones oficiales de la canción:
- Álbum Versión - (4:45)
- Absolutamente Saritísima - (4:45)
- Versión editada de El paso trascendental del vodevil a la astracanada - (4:05)
- Versión grabada en directo para "Televisivamente", DVD de Completamente - (6:10)
- Versión grabada en directo para Operación Vodevil - (4:10)